# Cunha Neto
José Cunha Neto (Campo Maior (Piauí), 2 de Junho de 1924 — 7 de Fevereiro de 2010) é um escritor cordelista brasileiro, sendo autor de vários livros e centenas de poesias no estilo literatura de cordel. Ocupou a cadeira 12 da Academia Campomaiorense de Artes e Letras - ACALE. O poeta foi homenageado com diversas comendas, entre elas, a Medalha do Mérito Heróis do Jenipapo.